# Seregno Foot-Ball Club 1949-1950
Questa voce raccoglie le informazioni riguardanti il Seregno Foot-Ball Club nelle competizioni ufficiali della stagione 1949-1950.

## Rosa
| N. |                   | Ruolo | Calciatore       |
| -- | ----------------- | ----- | ---------------- |
|    | Italia (bandiera) | A     | Aldo Boffi       |
|    | Italia (bandiera) | D     | Enrico Brustia   |
|    | Italia (bandiera) | D     | Eugenio Cestari  |
|    | Italia (bandiera) | A     | S. Colombo       |
|    | Italia (bandiera) | D     | Felice Como      |
|    | Italia (bandiera) | A     | Franco Danova    |
|    | Italia (bandiera) | A     | Luigi Gallanti   |
|    | Italia (bandiera) | A     | Emilio Lavezzari |

| N. |                   | Ruolo | Calciatore           |
| -- | ----------------- | ----- | -------------------- |
|    | Italia (bandiera) | C     | Franco Magri         |
|    | Italia (bandiera) | A     | Attilio Marazzini    |
|    | Italia (bandiera) | P     | Angelo Mariani       |
|    | Italia (bandiera) | A     | Alberto Meroni       |
|    | Italia (bandiera) | C     | A. Perego            |
|    | Italia (bandiera) | C     | Angelo Pirovano (I)  |
|    | Italia (bandiera) | A     | Enrico Pirovano (II) |